# غيونغي دارفاي
غيونغي درافاي (من مواليد 2 يناير 1990 ، في بودابست )  هي لاعبة كرة يد مجرية. 

## الإنجازات
- البطولة الوطنية المجرية للسيدات :
  - الفائز : 2007 ، 2008
- كأس المجر لكرة اليد للسيدات :
  - الفائز : 2007 ، 2008
  - الميدالية الفضية : 2012
- البطولة السلوفاكية :
  - الميدالية الفضية : 2009
- كأس السلوفاكية :
  - الفائز : 2009
- بطولة الشباب الأوروبية :
  - الميدالية الفضية : 2009

## روابط خارجية
- الإحصاءات المهنية Gyöngyi Drávai في Worldhandball